# Zatavua fagei
Zatavua fagei is een spinnensoort uit de familie trilspinnen (Pholcidae). De soort komt voor in Madagaskar.